# مات كيوغ
مات كيوغ هو محامي وسياسي أسترالي، ولد في 11 نوفمبر 1981 في أرمدايل ‏ في أستراليا. نشط حزبياً في حزب العمال الأسترالي. في الانتخابات الاتحادية الأسترالية 2016 ‏، انتخب عضو مجلس النواب الأسترالي ‏ عن دائرة Division of Burt ‏ وقد انضم خلال فترته النيابية (2 يوليو 2016 – ) للكتلة البرلمانية حزب العمال الأسترالي.